# Bolohan, Orhei
Bolohan este un sat din raionul Orhei, Republica Moldova. Este situat la 10 km de orașul Orhei și 60 km de capitala țării, orașul Chișinău.
Suprafața totală este de 2.418 ha, dintre care pământ arabil 1.406 ha, pășune 211,37 ha și bazine acvatice 28 ha.
Hramul satului este Acoperământul Maicii Domnului (pe rit vechi), la 14 octombrie.

## Istorie
Localitatea este pomenită într-un document din sec. XV–XVI, apoi în mărturia hotarnică a lui Ioniță Meleghe, vornic de poartă la boierul Constantin Râșcanu, fost mare stolnic (21 mai 1761), cât și într-un hrisov a lui Grigore Alexandru Ghica Voievod, care întărește stăpânirea paharnicului Constantin Râșcanu asupra târgului Orheiului (2 mai 1766).
Sunt două versiuni ale provenienței denumirii localității: bolovanul mare de piatră (azi aflat în stare de dezintegrare) din partea de nord a satului sau numele boierului Bolohan, care a avut aici moșie.

## Administrație și politică
Componența Consiliului local Bolohan (9 consilieri), ales la 5 noiembrie 2023, este următoarea:
|  | Partid                               | Consilieri | Componență | Componență | Componență |
|  | ------------------------------------ | ---------- | ---------- | ---------- | ---------- |
|  | Partidul „Renaștere”                 | 3          |            |            |            |
|  | Partidul Acțiune și Solidaritate     | 3          |            |            |            |
|  | Coaliția pentru Unitate și Bunăstare | 3          |            |            |            |